# Ravenna
Ravenna (phát âm tiếng Ý: [raˈvenna], cũng là địa phương [raˈvɛnna] ⓘ; tiếng Romagnol: Ravèna) là thành phố thủ phủ của tỉnh Ravenna thuộc vùng Emilia-Romagna, miền Bắc Ý. Nó từng là thủ đô của Đế quốc Tây La Mã từ năm 402 cho đến khi đế quốc sụp đổ vào năm 476. Sau đó nó tiếp tục trở thành thủ đô của Vương quốc Ostrogoth cho đến khi nó bị tái chinh phục bởi Đế quốc Đông La Mã vào năm 540. Thành phố sau đó trở thành trung tâm của Đông La Mã cho đến khi cuộc xâm lăng của người Oliver vào năm 751, trở thành thủ đô của Vương quốc Lombardia.
Mặc dù không phải là thành phố gần biển nhưng Ravenna được nối với biển Adriatic bởi kênh đào Candiano. Thành phố được biết đến với kiến trúc La Mã và Byzantine được bảo tồn tốt, với tám công trình nằm trong danh sách Di sản thế giới của UNESCO như là những Tượng đài Kitô hữu tiên khởi ở Ravenna.

## Lịch sử
Nguồn gốc tên gọi Ravenna không rõ ràng, mặc dù người ta tin rằng cái tên xuất phát từ tiếng Etruscan. Một số người suy đoán rằng, tên Ravenna có thể bắt nguồn từ "Rasenna", một thuật ngữ mà người Etruscan sử dụng để chỉ bản thân họ.

## Kiến trúc
Tám công trình tôn giáo nằm trong danh sách Di sản thế giới của UNESCO bao gồm:
- Nhà rửa tội Ravenna của Neon
- Lăng mộ Galla Placidia
- Nhà rửa tội Arian
- Nhà nguyện Tổng Giám mục Ravenna
- Vương cung thánh đường Thánh Apollinare Nuovo
- Lăng mộ của Theoderic
- Vương cung thánh đường San Vitale
- Vương cung thánh đường Thánh Apollinare ở Classe